# 蒼背鏢鱸
蒼背鏢鱸為輻鰭魚綱鱸形目鱸亞目河鱸科的其中一種，被IUCN列為次級保育類動物，分布於美國阿肯色州的Caddo河及Hallmans溪流域，體長可達6公分，棲息在水淺、岩石底質的水塘、溪流。